# Filettino
Filettino település Olaszországban, Lazio régióban, Frosinone megyében. Lakosainak száma 516 fő (2023. január 1.). Filettino Canistro, Cappadocia, Civitella Roveto, Guarcino, Trevi nel Lazio, Vallepietra, Capistrello, Castellafiume és Morino községekkel határos.

## Népesség
A település lakossága az elmúlt években az alábbi módon változott:
| Lakosok száma | 553  | 538  | 516  |
|               | 2017 | 2018 | 2023 |